# HTML Tidy
HTML Tidy es una aplicación de consola cuyo propósito es arreglar HTML inválido, detectar potenciales errores de accesibilidad, y mejorar el diseño y estilo de sangría del marcado resultante. Es también una biblioteca multiplataforma que puede ser usada por los programadores para añadir a algún software las capacidades de HTML.

## Historia
Fue inicialmente desarrollado por Dave Raggett del W3C, entonces lanzado como un proyecto de SourceForge en 2003 y administrado por varios mantenedores.
En 2012 el proyecto fue movido a GitHub y empezó a ser mantenido por Michael Smith, también del W3C, cuando el soporte crítico a HTML5 fue añadido.
En 2015 el HTML Tidy Advocacy Community Group (HTACG) fue formado para liderar el mantenimiento y el desarrollo de HTML Tidy como un W3C Community Group.
Su código fuente está escrito en ANSI C para maximizar la portabilidad y archivos binarios están disponibles para una amplia variedad de plataformas. Está disponible bajo la W3C Software Notice and License. Las versiones actualizadas están disponibles desde su repositorio en GitHub, ya sea en binarios o en código fuente.
Ejemplos de correcciones:
- Anidar correctamente etiquetas mal anidadas
- Añadir o corregir etiquetas de cierre
- Añadir elementos faltantes (etiquetas, comillas, etc.)
- Reportar extensiones HTML propietarias
- Cambiar diseño o marcado a un estilo determinado
- Transformar caracteres de algunos conjuntos de caracteres a entidades HTML

## HTML Tidy Applications
Online HTML Tidy es un navegador web libre, capaz de corregir código HTML inválido y ejecutar las opciones de limpieza deseadas.